# Víctor Turcios
Víctor Manuel Turcios Pacheco (ur. 13 kwietnia 1988 w La Unión) – salwadorski piłkarz występujący na pozycji środkowego obrońcy lub defensywnego pomocnika, reprezentant Salwadoru.

## Kariera klubowa
Turcios pochodzi z miasta La Unión i jest wychowankiem tamtejszego drugoligowego zespołu Atlético Balboa. Szybko został podstawowym zawodnikiem drużyny, pomagając jej w awansie do salwadorskiej Primera División podczas rozgrywek 2007/2008. Po ponad trzech latach spędzonych w Balboa przeszedł do bardziej utytułowanego CD Luis Ángel Firpo, z którym w rozgrywkach Clausura 2009 wywalczył wicemistrzostwo Salwadoru. Wziął także udział w Lidze Mistrzów CONCACAF. W grudniu 2011 podpisał dwuletni kontrakt z ekipą CD Águila, jednak już dwa miesiące później przeszedł do fińskiego drugoligowca Rovaniemen Palloseura.

## Kariera reprezentacyjna
W seniorskiej reprezentacji Salwadoru Turcios zadebiutował 13 października 2007 w zremisowanym 2:2 meczu towarzyskim z Kostaryką. W 2009 roku znalazł się w składzie na Złoty Puchar CONCACAF, gdzie jego drużyna odpadła w fazie grupowej, natomiast dwa lata później wziął udział w Złotym Pucharze CONCACAF, docierając z Salwadorem do ćwierćfinału. Zajął również czwarte miejsce na Copa Centroamericana w 2011 roku. Pierwszego gola w kadrze narodowej strzelił 11 października 2011 w wygranym 4:0 spotkaniu z Kajmanami w ramach eliminacji do Mistrzostw Świata 2014.